# Geoffrey Dernis
Geoffrey Dernis (Grande-Synthe, 24 december 1980) is een Franse voetballer (middenvelder) die sinds 2009 voor de Franse eersteklasser Montpellier HSC uitkomt. Voordien speelde hij onder meer voor Lille OSC en AS Saint-Étienne.
Dernis speelde in de periode 1996-1997 drie wedstrijden voor de Franse U-17.